# L'Invisible Meurtrier
Pour plus de détails, voir Fiche technique et Distribution.
L'Invisible Meurtrier (The Unseen) est un film américain réalisé par Lewis Allen, sorti en 1945.

## Synopsis
Une jeune femme de vingt-et-un ans vient s'engager comme gouvernante auprès d'un homme veuf et de ses deux enfants. Elle commence à faire connaissance de ceux-ci, la petite fille se montre très aimable mais son frère Bernard est fort hostile et s'obstine à vouloir le retour de Maxine, leur ancienne gouvernante. Ils lui parlent d'une femme âgée retrouvée récemment morte dans une impasse du quartier, le meurtrier serait sorti de la maison abandonnée en face. Le comportement mystérieux de Bernard intrigue la nouvelle gouvernante.

## Fiche technique
- Titre original : The Unseen
- Titre français : L'Invisible Meurtrier
- Réalisation : Lewis Allen, assisté d'Alvin Ganzer (non crédité)
- Scénario : Raymond Chandler, Hagar Wilde et Ken Englund d'après le roman Midnight House de Ethel Lina White publié en 1942
- Photographie : John F. Seitz
- Musique : Ernst Toch
- Montage : Doane Harrison
- Société de production : Paramount Pictures
- Pays de production :  États-Unis
- Format : Noir et blanc - 1,37:1 - Mono
- Genre : Film dramatique, Thriller, Film noir
- Dates de sortie : 
  - États-Unis : 12 mai 1945 (New York) / 7 juin 1945 (Los Angeles)
  - Portugal : 5 avril 1946
  - Espagne : 23 septembre 1946
  - France : 7 décembre 1949

## Distribution
- Joel McCrea : David Fielding
- Gail Russell : Elizabeth Howard
- Herbert Marshall : Dr. Charles Evans
- Phyllis Brooks : Maxine
- Isobel Elsom : Marian Tygarth
- Norman Lloyd : Jasper Goodwin
- Mikhail Rasumny : Chester
- Elisabeth Risdon : Mrs. Norris
- Tom Tully : Sullivan
- Richard Lyon : Barnaby Fielding / Bernard[1]